# (463905) 2014 UR119
(463905) 2014 UR119 es un asteroide perteneciente al cinturón de asteroides, descubierto el 4 de octubre de 2007 por el equipo Spacewatch desde el Observatorio Nacional de Kitt Peak (Arizona, Estados Unidos).